# ببتو
ببتو (به پرتغالی: Bebeto) با نام کامل خوزه روبرتو گاما د اولیویرا (زاده ۱۶ فوریه ۱۹۶۴) ستاره سابق فوتبال برزیل است.

## تیم ملی
وی در سال ۱۹۹۴ به همراه تیم برزیل، قهرمان جام جهانی فوتبال شد. وی در ژانویه ۲۰۱۳ به همراه ۶ بازیکن دیگر برزیل به عنوان سفیر جام جهانی ۲۰۱۴ برزیل انتخاب شد.

## زندگی حرفه‌ای
ببتو که در سالوادور برزیل متولد شد، دوران ورزشی اش را در سال ۱۹۸۳ در تیم ویتوریا آغاز کرد. وی در ادامه در باشگاه‌های فلامینگو، واسکو دوگاما و کروزیرو در برزیل، دپورتیوو لاکرونیا و سویا و یک نیم فصل در بارسلونا در اسپانیا، تروس نزا در مکزیک، کاشیما آنتلرز در ژاپن و الاتحاد عربستان بازی کرد و در سال ۲۰۰۲ از فوتبال خداحافظی کرد.

## تیم ملی
ببتو در جام جهانی ۱۹۹۴ به همراه روماریو یک خط حمله قوی تشکیل داده بود و به عنوان یکی از بهترین بازیکنان این مسابقات شناخته شد. وی در سه جام جهانی ۱۹۹۰، ۱۹۹۴ و ۱۹۹۸ برای تیم ملی برزیل بازی کرد و در مجموع ۷۵ بازی برای برزیل، ۳۵ گل به ثمر رساند. همچنین شادی بعد از گلش به هلند در جام جهانی ۱۹۹۴ که دستش را طوری تکان می‌داد که انگار بچه ای روی دست دارد و تکان می‌دهد ماندگار تاریخ فوتبال شد؛ که به خاطر تولد فرزندش بود. او چنان تحت تأثیر درخشش لوتار ماتیوس در جام جهانی ۱۹۹۰ قرار گرفت که اسم یکی از فرزندانش ماتیوس گذاشت.

## افتخارات
- حضور در کاور فیفا ۹۷
- قهرمانی در سری آ برزیل با تیم‌های فلامینگو ۱۹۸۳ و ۱۹۸۷ و واسکو دوگاما ۱۹۸۹
- قهرمانی در کوپا دل ری و سوپرجام اسپانیا با تیم دپورتیوو لاکرونیا ۱۹۹۵
- قهرمانی در جام جهانی زیر ۲۰ سال به همراه تیم ملی برزیل ۱۹۸۳
- قهرمانی در مسابقات پان آمریکا به همراه تیم ملی برزیل ۱۹۸۷
- نایب قهرمانی در مسابقات المپیک ۱۹۸۸ سئول و عنوان سومی در المپیک آتلانتا ۱۹۹۶ به همراه تیم ملی برزیل
- قهرمانی در مسابقات کوپا آمریکا به همراه تیم ملی برزیل ۱۹۸۹
- قهرمانی در جام جهانی فوتبال به همراه تیم ملی برزیل ۱۹۹۴
- قهرمانی در جام کنفدراسیون‌ها به همراه تیم ملی برزیل ۱۹۸۷
- بازیکن سال آمریکای جنوبی ۱۹۸۷